# Sestry Ježíše, Dobrého pastýře
Sestry Ježíše, Dobrého pastýře (latinsky Sorores a Iesu Bono Pastore, italsky Suore di Gesù buon Pastore), nebo Pastorelle (česky Pastýřky), jsou římskokatolická ženská řeholní kongregace založená bl. Jakubem Alberionem 7. října 1938.
Hlavním posláním sester je pastorační práce ve farnostech, spolupráce s kněžími a pastoračními asistenty, budování a upevňování křesťanských komunit. Vytváří různé interaktivní programy pro veřejnost, starají se o fary a hlásají evangelium moderní cestou. Jsou duchovně spojeny s Paulínskou rodinou, ke které patří.
Jsou přítomny v Evropě (Albánie, Itálie), Americe (Argentina, Bolívie, Brazílie, Chile, Kolumbie, Mexiko, Peru, Uruguay, Venezuela), Asii (Jižní Korea, Filipíny), Africe (Gabon, Mosambik), Oceánii (Austrálie, Saipan).
V roce 2005 kongregace čítala 595 sester v 125 domech.